# Mel Rojas Jr.
Mel Rojas Jr. (24 de mayo de 1990) es un jardinero profesional estadounidense que juega para Wiz de KT en la KBO. Su padre es el lanzador dominicano Melquíades Rojas y sus tíos abuelos son los Hnos. Alou (Felipe, Matty y Jesús).
Fue seleccionado en la tercera ronda del draft de 2010 por Piratas de Pittsburgh. Firmó con Piratas e hizo su debut profesional con Spikes de State College de la Liga Nueva York-Pensilvania, pasando a West Virginia Power (2011, Liga del Atlántico Sur), Bradenton Marauders (2012, Liga del Estado de la Florida) y Altoona Curve (2013, Liga del Este). Comenzó el 2014 con Altoona y fue subido a Indios de Indianápolis en julio.
Piratas invitó a Rojas a los entrenamientos de primavera en 2015 pero comenzó la temporada con Indios de nivel Triple A. Después de ser bajado por un tiempo a Altoona Curve de Doble A, Rojas volvió a Indios en septiembre.
El 9 de mayo de 2016 Rojas pasó a Bravos de Atlanta por dinero en efectivo y fue asignado a su club de Doble A, siendo subido a Bravos de Gwinnett siete semanas después. Rojas terminó su temporada 2016 bateando .253 con 12 jonrones y 46 carreras impulsadas.
El 12 de junio de 2017, firmó con Wiz de KT por $400 mil. El 14 de noviembre de 2017, volvió a firmar por $1 millón y el año siguiente rompió el récord de jonrones de la franquicia, con 43. En 2020 firmó un contrato de $1,5 millones. El 25 de junio conectó su cuadrangular número 100 en la liga surcoreana y fue votado el mejor jugador de ese mes.